# Улица Жагату (Рига)
Улица Жа́гату (латыш. Žagatu iela — Сорочья) — улица в Видземском предместье города Риги, в Пурвциемсе.
Проходит от улицы Рубеню до улицы Айнавас. Общая длина — 495 метров. На всём протяжении имеет асфальтовое покрытие. Общественный транспорт по улице не курсирует.
Впервые упоминается в перечне улиц города в 1935 году под своим нынешним названием, которое никогда не изменялось.

## Прилегающие улицы
Улица Жагату пересекается со следующими улицами:
- Улица Рубеню
- Улица Тетеру
- Улица Крикю
- Улица Индуля
- Улица Айнавас